# Saison 2017 de la National Rugby League
Navigation
Édition précédente Édition suivante
La Saison 2017 de la National Rugby League est la cent-dixième saison de cette compétition depuis que celle-ci a été créée en 1908. Seize équipes jouent 26 journées de championnat (phase régulière), les huit meilleures d'entre elles sont qualifiées pour les phases finales, dans le but de se qualifier pour la grande finale. 

## Équipes
Pour la onzième année consécutive, les mêmes clubs disputent la compétition. Le plafond salarial de chaque club est de 7 millions de dollars australiens.
| Club                         | Classement en 2016 | Entraîneur(s)                                         | Capitaine (s)                                | Stade (s)                                        | Capacité |
| ---------------------------- | ------------------ | ----------------------------------------------------- | -------------------------------------------- | ------------------------------------------------ | -------- |
| Brisbane Broncos             | 5e (demi-finale)   | Wayne Bennett                                         | Darius Boyd                                  | Suncorp Stadium                                  | 52 500   |
| Canberra Raiders             | 2e (finale prél.)  | Ricky Stuart                                          | Jarrod Croker                                | Canberra Stadium                                 | 25 011   |
| Canterbury Bulldogs          | 7e (1er tour)      | Des Hasler                                            | James Graham                                 | ANZ Stadium Belmore Sports Ground                | 83 500   |
| Cronulla-Sutherland Sharks   | 3e (Champion)      | Shane Flanagan                                        | Paul Gallen                                  | Endeavour Field                                  | 22 000   |
| Gold Coast Titans            | 8e (1er tour)      | Neil Henry → Terry Matterson                          | Ryan James Kevin Proctor                     | Cbus Super Stadium                               | 27 400   |
| Manly-Warringah Sea Eagles   | 13e                | Trent Barrett                                         | Daly Cherry-Evans                            | Brookvale Oval                                   | 23 000   |
| Melbourne Storm              | 1er (finaliste)    | Craig Bellamy                                         | Cameron Smith                                | AAMI Park                                        | 29 500   |
| Newcastle Knights            | 16e                | Nathan Brown                                          | Trent Hodkinson Sione Mata'utia              | Hunter Stadium                                   | 33 000   |
| New Zealand Warriors         | 10e                | Stephen Kearney                                       | Roger Tuivasa-Sheck                          | Mount Smart Stadium                              | 30 000   |
| North Queensland Cowboys     | 4e (demi-finale)   | Paul Green                                            | Johnathan Thurston Matt Scott → Gavin Cooper | 1300SMILES Stadium                               | 26 500   |
| Parramatta Eels              | 14e                | Brad Arthur                                           | Beau Scott Tim Mannah                        | Parramatta Stadium ANZ Stadium                   | 24 000   |
| Penrith Panthers             | 6e (demi-finale)   | Anthony Griffin                                       | Matt Moylan                                  | Centrebet Stadium                                | 22 500   |
| St. George Illawarra Dragons | 11e                | Paul McGregor                                         | Gareth Widdop                                | Jubilee Oval WIN Stadium                         | 20 500   |
| South Sydney Rabbitohs       | 12e                | Michael Maguire                                       | Greg Inglis → Sam Burgess                    | ANZ Stadium                                      | 83 500   |
| Sydney Roosters              | 15e                | Trent Robinson                                        | Jake Friend Boyd Cordner                     | Allianz Stadium                                  | 45 500   |
| Wests Tigers                 | 9e                 | Jason Taylor → Andrew Webster (interim) → Ivan Cleary | Aaron Woods                                  | Campbelltown Stadium Leichhardt Oval ANZ Stadium | 20 000   |

## Résultats

### Classement de la phase régulière
mis à jour le 3 septembre 2017
| Rang | Franchise                | Joués | V  | N | D  | B | PP  | PC  | Diff | Points |
| 1    | Melbourne (F)            | 24    | 20 | 0 | 4  | 2 | 633 | 336 | +297 | 44     |
| 2    | Sydney                   | 24    | 17 | 0 | 7  | 2 | 500 | 428 | +72  | 38     |
| 3    | Brisbane                 | 24    | 16 | 0 | 8  | 2 | 597 | 433 | +164 | 36     |
| 4    | Parramatta               | 24    | 16 | 0 | 8  | 2 | 496 | 457 | +39  | 36     |
| 5    | Cronulla-Sutherland (CH) | 24    | 15 | 0 | 9  | 2 | 476 | 407 | +69  | 34     |
| 6    | Manly-Warringah          | 24    | 14 | 0 | 10 | 2 | 552 | 512 | +40  | 32     |
| 7    | Penrith                  | 24    | 13 | 0 | 11 | 2 | 504 | 459 | +45  | 30     |
| 8    | North Queensland (DF)    | 24    | 13 | 0 | 11 | 2 | 467 | 443 | +24  | 30     |
| 9    | St. George Illawarra     | 24    | 12 | 0 | 12 | 2 | 533 | 450 | +83  | 28     |
| 10   | Canberra (DF)            | 24    | 11 | 0 | 13 | 2 | 558 | 497 | +61  | 26     |
| 11   | Canterbury-Bankstown     | 24    | 10 | 0 | 14 | 2 | 360 | 455 | -95  | 24     |
| 12   | South Sydney             | 24    | 9  | 0 | 15 | 2 | 464 | 564 | -100 | 22     |
| 13   | New Zealand              | 24    | 7  | 0 | 17 | 2 | 444 | 575 | -131 | 18     |
| 15   | Wests Tigers             | 24    | 7  | 0 | 17 | 2 | 413 | 571 | -158 | 18     |
| 15   | Gold Coast               | 24    | 7  | 0 | 17 | 2 | 448 | 638 | -190 | 18     |
| 16   | Newcastle (CB)           | 24    | 5  | 0 | 19 | 2 | 428 | 648 | -220 | 14     |

| - Qualifié pour les phases finales (#1 à #8). |
| CH : Champion 2016, FI : Finaliste 2016, CB : Cuillère de bois 2016, DF : Demi-finaliste 2016                                                                                           |
| abréviations=Pts, points; J, matchs joués; V, victoires ; N, match nuls ; D, défaites ; B, bye ; PP, points pour ; PC, points contre ; Diff, différence de points ; T, tenant du titre. |

Attribution des points : 2 points sont attribués pour une victoire, 1 point pour un match nul, 0 point en cas de défaite, 2 lorsque l'épique est exempte (bye).
Source : nrl.com

### Playoffs
Lors des Finales de qualification, le vainqueur des deux machs opposant les premier et quatrième de la phase régulière, et du deuxième et le troisième, sont directement qualifiés pour les finales préliminaires. Les vaincus de ces deux rencontres sont opposés aux deux vainqueurs des deux autres rencontres des Finales de qualification.
|           | 1er tour des play offs | 1er tour des play offs          | 1er tour des play offs | |          |                                 |        | Demi-finales préliminaires | Demi-finales préliminaires |        |  |                  |        | Demi-finales     | Demi-finales |  |  | Grande finale | Grande finale |  |
|           |                        |                                 |                        | |          |                                 |        |                            |                            |        |  |                  |        |                  |              |  |  |               |               |  |
|           |                        | QPO1 :                          |                        | |          |                                 |        |                            |                            |        |  |                  |        |                  |              |  |  |               |               |  |
|           | 1                      | Melbourne                       | 18                     | |          |                                 |        |                            |                            |        |  |                  |        |                  |              |  |  |               |               |  |
|           | 4                      | Parramatta                      | 16                     | |          |                                 |        | PSF1 :                     |                            |        |  |                  |        |                  |              |  |  |               |               |  |
|           |                        |                                 |                        | |          |                                 |        | Parramatta                 | 16                         |        |  |                  |        |                  |              |  |  |               |               |  |
|           |                        | EPO1 :                          | EPO1 :                 | |          |                                 |        | North Queensland           | 24                         |        |  |                  |        | QSF1 :           | QSF1 :       |  |  |               |               |  |
|           | 5                      | Cronulla-Sutherland             | 14                     | |          |                                 |        |                            |                            |        |  |                  |        | Melbourne        | 30           |  |  |               |               |  |
|           | 8                      | North Queensland                | 15                     | |          |                                 |        |                            |                            |        |  |                  |        | Brisbane         | 0            |  |  | GF :          | GF :          |  |
|           |                        |                                 |                        | |          |                                 |        |                            |                            |        |  |                  |        |                  |              |  |  | Melbourne     | 34            |  |
|           |                        | EPO2 :                          | EPO2 :                 | EPO2 : |          |                                 |        |                            |                            | QSF2 : |  |                  |        | North Queensland | 6            |  |  |               |               |  |
|           | 6                      | Manly-Warringah                 | 10                     | |          |                                 |        |                            |                            |        |  |                  | Sydney | 16               |              |  |  |               |               |  |
|           | 7                      | Penrith                         | 22                     | |          | PSF2 :                          | PSF2 : |                            |                            |        |  | North Queensland | 29     |                  |              |  |  |               |               |  |
|           |                        |                                 |                        | | Brisbane | 13                              |        |                            |                            |        |  |                  |        |                  |              |  |  |               |               |  |
|           | QPO2 :                 | QPO2 :                          | QPO2 :                 | QPO2 : |          |                                 |        | Penrith                    | 6                          |        |  |                  |        |                  |              |  |  |               |               |  |
|           | 2                      | Sydney                          | 24                     | |          |                                 |        |                            |                            |        |  |                  |        |                  |              |  |  |               |               |  |
|           | 3                      | Brisbane                        | 22                     | |          |                                 |        |                            |                            |        |  |                  |        |                  |              |  |  |               |               |  |
|           |                        |                                 |                        | \| Légende : \| \| Progression de l'équipe défaite \| \| Progression de l'équipe victorieuse \| \| Progression de l'équipe choisie \| |          |                                 |        |                            |                            |        |  |                  |        |                  |              |  |  |               |               |  |
| Légende : |                        | Progression de l'équipe défaite |                        | Progression de l'équipe victorieuse                                                                                                   |          | Progression de l'équipe choisie |        |                            |                            |        |  |                  |        |                  |              |  |  |               |               |  |

Semaine 1. Qualification/Elimination en phase finale : les rencontres sont déterminées suivant le classement des équipes de la saison régulière. Les équipes ayant obtenu un meilleur rang affrontant l'équipe ayant le moins bon rang. Les équipes ayant le meilleur rang reçoivent.
Semaine 2. Les demi-finales préliminaires : les rencontres sont déterminées suivant le classement des équipes de la saison régulière. Les équipes ayant obtenu un meilleur rang affrontant l'équipe ayant le moins bon rang. Les équipes ayant le meilleur rang reçoivent.
Semaine 3. Les demi-finales : les vainqueurs des précédentes phases qualificatives s'affrontent pour déterminer les deux finalistes. Les adversaires sont décidées en fonction du choix de l'équipe ayant obtenu le meilleur classement lors de la saison régulière entre les deux équipes ayant le moins bon classement. Ce sont les vainqueurs de la semaine 1 qui reçoivent.
| FINALES DE QUALIFICATION   |                |                          |                   |                           |                             |        |
| Sydney Roosters            | 24 - 22        | Brisbane Broncos         | 8 septembre 2017  | Allianz Stadium, Sydney   | Matt Cecchin, Alan Shortall | 21 212 |
| Melbourne Storm            | 18 - 16        | Parramatta Eels          | 9 septembre 2017  | AAMI Park, Melbourne      | Ben Cummins, Chris Sutton   | 22 626 |
| Manly-Warringah Sea Eagles | 10 - 22        | Penrith Panthers         | 9 septembre 2017  | Allianz Stadium, Sydney   | Gerard Sutton, Adam Gee     | 15 408 |
| Cronulla-Sutherland Sharks | 14 - 15 (a.p.) | North Queensland Cowboys | 10 septembre 2017 | Allianz Stadium, Sydney   | Ashley Klein, Gavin Badger  | 16 115 |
| DEMI FINALES               |                |                          |                   |                           |                             |        |
| Brisbane Broncos           | 13 - 6         | Penrith Panthers         | 15 septembre 2017 | Suncorp Stadium, Brisbane | Gerard Sutton, Adam Gee     | 38 623 |
| Parramatta Eels            | 16 - 24        | North Queensland Cowboys | 16 septembre 2017 | ANZ Stadium, Sydney       | Matt Cecchin, Ben Cummins   | 41 287 |
| FINALES PRELIMINAIRES      |                |                          |                   |                           |                             |        |
| Melbourne Storm            | 30 - 0         | Brisbane Broncos         | 22 septembre 2017 | AAMI Park, Melbourne      | Matt Cecchin, Ben Cummins   | 28 821 |
| Sydney Roosters            | 16 - 29        | North Queensland Cowboys | 23 septembre 2017 | Allianz Stadium, Sydney   | Gerard Sutton, Adam Gee     | 28 108 |
| GRANDE FINALE              |                |                          |                   |                           |                             |        |
| Melbourne Storm            | 34 - 6         | North Queensland Cowboys | 1er octobre 2017  | ANZ Stadium, Sydney       | Matt Cecchin, Gerard Sutton | 79 722 |

### Grande Finale
| 1 octobre 2017 19 h 30 (heure australienne) | Melbourne Storm | 34 - 6 (18 - 0) | North Queensland Cowboys                                   | ANZ Stadium, Sydney 79 722 spectateurs Arbitre : Matt Checchin, Gerard Sutton |
| 1 octobre 2017 19 h 30 (heure australienne) | Essai(s) : Addo-Carr 2 (19e, 73e), Kaufusi (28e), Slater (37e), Finucane (64e), Scott (67e) Transformation(s) : Smith 5/6 (20e, 29e, 38e, 65e, 75e) |                 | Essai(s) : Martin (48e) Transformation(s) : Lowe 1/1 (49e) | ANZ Stadium, Sydney 79 722 spectateurs Arbitre : Matt Checchin, Gerard Sutton |
| 1 octobre 2017 19 h 30 (heure australienne) | |                 |                                                            | ANZ Stadium, Sydney 79 722 spectateurs Arbitre : Matt Checchin, Gerard Sutton |

Melbourne : 1 Slater, 2 Vunivalu, 3 Chambers, 4 Scott, 5 Addo-Carr, 6 Munster, 7 Cronk, 8 J.Bromwich, 9 Smith (c), 10 McLean, 11 Kaufusi, 12 Harris, 13 Finucane, remplaçants : 14 K.Bromwich, 15 Glasby, 16 Asofa-Solomona, 17 Griffin, entraîneur : Craig Bellamy

North Queensland : 1 Coote, 2 Feldt, 3 O'Neill, 4 Linnett, 5 Winterstein, 6 Martin, 7 Morgan, 17 Fensom, 9 Granville, 10 Bolton, 11 Cooper (c), 12 Lowe, 13 Taumalolo, remplaçants : 8 Asiata, 14 Hampton, 15 Hess, 16 Jensen, entraîneur : Paul Green

Clive Churchill Medal : Billy Slater (Melbourne)

## Statistiques

### Meilleurs marqueurs de points
| Rang | Joueur            | Club                      | Poste                    | Points | Essais | Goals | Drops |
| ---- | ----------------- | ------------------------- | ------------------------ | ------ | ------ | ----- | ----- |
| 1    | Nathan Cleary     | Penrith                   | Demi de mêlée            | 228    | 11     | 92    |       |
| 2    | Gareth Widdop     | St. George                | Demi d'ouverture         | 191    | 10     | 75    | 1     |
| 3    | Jarrod Croker     | Canberra                  | Centre                   | 190    | 9      | 77    |       |
| 4    | Jordan Kahu       | Brisbane                  | Ailier                   | 187    | 9      | 74    | 3     |
| 5    | Cameron Smith     | Melbourne                 | Talonneur                | 182    | 2      | 87    |       |
| 6    | Michael Gordon    | Sydney                    | Arrière                  | 172    | 7      | 72    |       |
| 7    | James Maloney     | Cronulla-Sutherland       | Demi d'ouverture         | 161    | 4      | 71    | 3     |
| 8    | Adam Reynolds     | South Sydney              | Demi de mêlée            | 144    | 2      | 67    | 2     |
| 9    | Clinton Gutherson | Parramatta                | Demi d'ouverture/Arrière | 142    | 11     | 49    |       |
| 10   | Mitchell Moses    | Wests Tigers / Parramatta | Demi de mêlée            | 135    | 4      | 59    | 1     |

### Meilleurs marqueurs
| Rang | Joueur            | Club                     | Poste         | Essais |
| ---- | ----------------- | ------------------------ | ------------- | ------ |
| 1    | Suliasi Vunivalu  | Melbourne Storm          | Ailier        | 23     |
| 2    | Alex Johnston     | South Sydney Rabbitohs   | Ailier        | 22     |
| -    | Semi Radradra     | Parramatta Eels          | Ailier        | 22     |
| 4    | Josh Addo-Carr    | Melbourne Storm          | Ailier        | 21     |
| -    | Jordan Rapana     | Canberra Raiders         | Ailier        | 21     |
| 6    | James Roberts     | Brisbane Broncos         | Centre        | 18     |
| 7    | Nick Cotric       | Canberra Raiders         | Ailier        | 16     |
| -    | Jason Nightingale | St. George Dragons       | Ailier        | 16     |
| -    | Corey Oates       | Brisbane Broncos         | Ailier        | 16     |
| 10   | Kyle Feldt        | North Queensland Cowboys | Ailier        | 15     |
| -    | Latrell Mitchell  | Sydney Roosters          | Ailier/centre | 15     |

## Récompenses individuelles

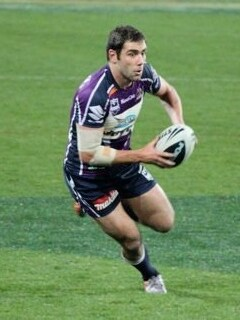
Cameron Smith

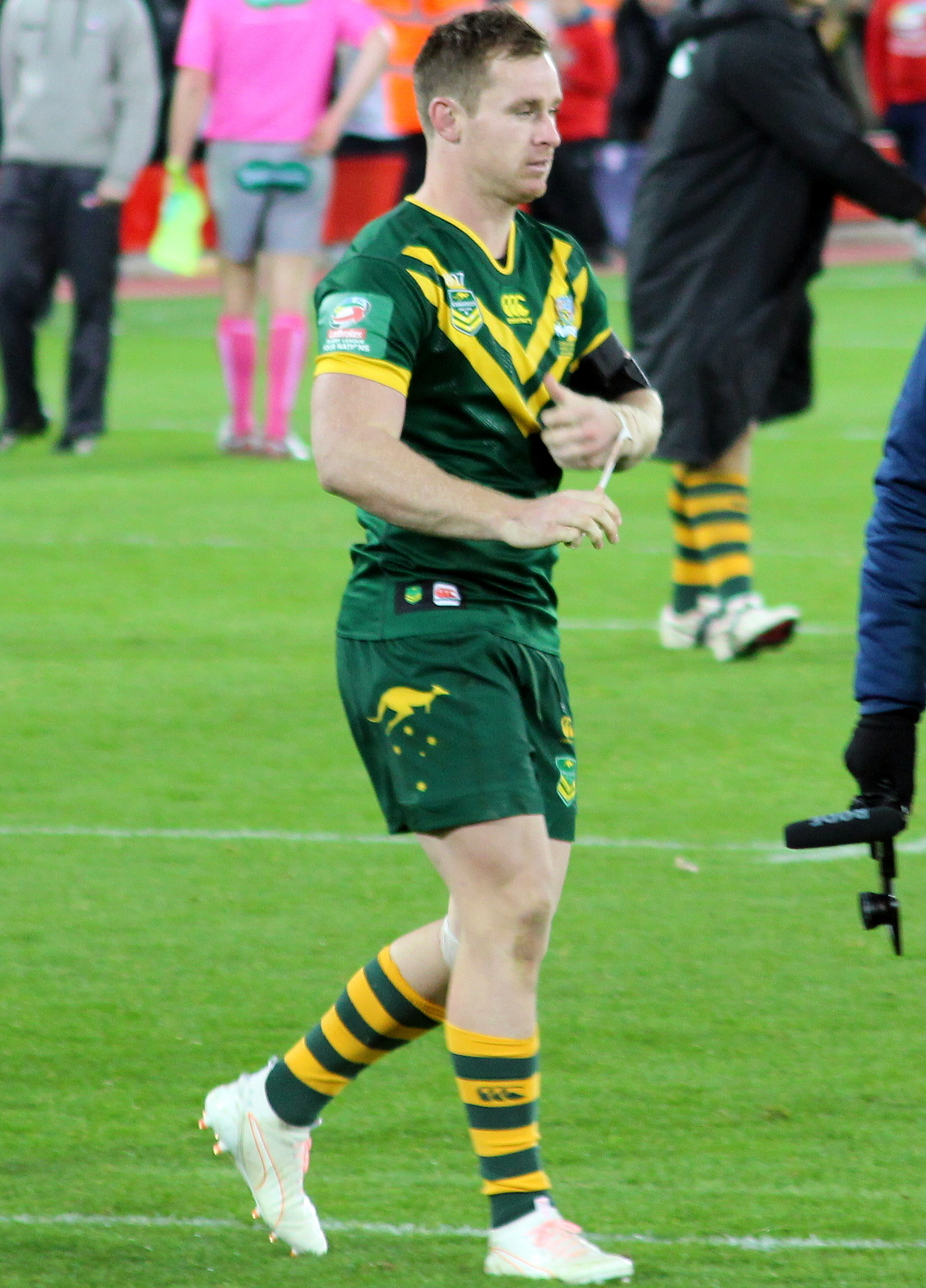
Michael Morgan

| Points | Joueur            |
| ------ | ----------------- |
| 32     | Cameron Smith     |
| 25     | Michael Morgan    |
| 24     | Gareth Widdop     |
| 22     | Paul Gallen       |
| -      | Luke Keary        |
| 21     | Daly Cherry-Evans |
| 20     | Billy Slater      |
| 19     | Corey Norman      |
| -      | Jason Taumalolo   |
| 18     | James Tedesco     |

| Poste                     | Joueur                  |
| ------------------------- | ----------------------- |
| Meilleur arrière          | Billy Slater            |
| Meilleur ailier           | Jordan Rapana           |
| Meilleur centre           | Dylan Walker            |
| Meilleur demi d'ouverture | Gareth Widdop           |
| Meilleur de mêlée         | Michael Morgan          |
| Meilleur troisième ligne  | Paul Gallen             |
| Meilleur deuxième ligne   | Matt Gillett            |
| Meilleur pilier           | Aaron Woods             |
| Meilleur talonneur        | Cameron Smith           |
| Meilleur remplaçant       | Reagan Campbell-Gillard |